# 빅 브로드캐스트 오브 1938
빅 브로드캐스트 오브 1938(The Big Broadcast Of 1938)은 미국에서 제작된 밋첼 레이슨 감독의 1938년 영화이다. W.C. 필즈 등이 주연으로 출연하였고 할런 톰슨 등이 제작에 참여하였다.

## 출연

### 주연
- W.C. 필즈
- 마사 레이

### 조연
- 도로시 라무어
- 셜리 로스
- 린 오버맨
- 밥 호프
- 벤 블루
- 리프 에릭슨
- 라이오넬 페이프
- 러셀 힉스

## 제작진
- 미술: 한스 드레이어
- 미술: 에른스트 페크테
- 의상: 에디스 헤드